# Armageddon 2013
Pour plus de détails, voir Fiche technique et Distribution.
Armageddon 2013 ou parfois Planète Terre en danger (Earth's Final Hours) est un téléfilm de science-fiction canadien réalisé par David Hogan, diffusé aux États-Unis le 17 décembre 2011 sur Syfy et le 5 janvier 2012 sur The Movie Network / Movie Central.
Il est sorti en France en DVD le 19 février 2013.

## Synopsis
La Terre a été percutée et traversée par le jet d'un trou blanc en tuant au passage un astrophysicien sous les yeux de John Streich, agent du FBI. Ses chefs ne tardent pas à se rendre compte que cet impact va entraîner l'arrêt de la rotation de la Terre et de son champ magnétique protecteur. Seule une étroite bande du globe, la « zone verte » restera habitable, à condition de créer un champ magnétique artificiel à l'aide de deux vieux satellites du projet « Résonateur ». L'un de ses créateurs du projet est celui tué par l'impact, l'autre, Kingsley Rothman, est détenu par le FBI qui cherche à le convaincre d'activer les satellites.
Celui-ci refusent de leur obéir, car selon lui le projet Résonateur peut également relancer la rotation de la planète, mais Lockman, haut gradé du FBI, veut s'en tenir au plan de départ, quitte à sacrifier la majorité de l'Humanité et ne garder qu'une élite dans la zone verte. Mais pendant ce temps, l'agent Streich, son fils Andy, son amie Michelle et la scientifique Chloe Edwards arrivent aux mêmes conclusions et décident d'enlever Rothman pour retrouver le dispositif de commande des satellites et sauver la planète.

## Fiche technique
Sauf indication contraire, les informations mentionnées dans cette section peuvent être confirmées par la base de données cinématographiques IMDb,  présente dans la section « Liens externes ».
- Titres français[1] :
  - Alerte planète terre ou Armageddon 2013 (sorties en DVD)
  - Le compte à rebours est déclenché
  - Planète Terre en danger
- Titre original : Earth's Final Hours
- Réalisation : David Hogan
- Scénario : Rachelle S. Howie, Robert Ozn et David Ray
- Photographie : Anthony C. Metchie
- Montage : Christopher A. Smith
- Musique : Michael Neilson
- Production : John Prince
- Société de production : Third Planet Productions, CineTel Films (en)
- Sociétés de distribution : Syfy (télévision), Anchor Bay Entertainment (DVD) (États-Unis), Free Dolphin Entertainment (France)
- Pays d'origine : Canada
- Langue originale : anglais
- Genre : science-fiction
- Durée : 84 minutes
- Dates de sortie :
  -  Canada : 5 janvier 2012 (1re diffusion à la télévision)
  -  France : 19 février 2013 (sortie en vidéo[2])

## Distribution
- Robert Knepper : John Streich
- Julia Benson : Chloe Edwards
- Cameron Bright : Andy Streich
- Julia Maxwell : Michelle Fulton
- Michael Kopsa (en) : Lockman
- Roark Critchlow : Arnett
- Bruce Davison : Rothman
- Alex Zahara : Agent Massie
- David Richmond-Peck (en) : Edward Leary
- Gardiner Millar : Scientist
- Ali Liebert : Darlene
- Hiro Kanagawa : Tech
- Jennifer Shirley : Assistant
- Isaiah Adam : Lt. Reid
- Douglas Chapman : Agent #1